# Grzybieniowce

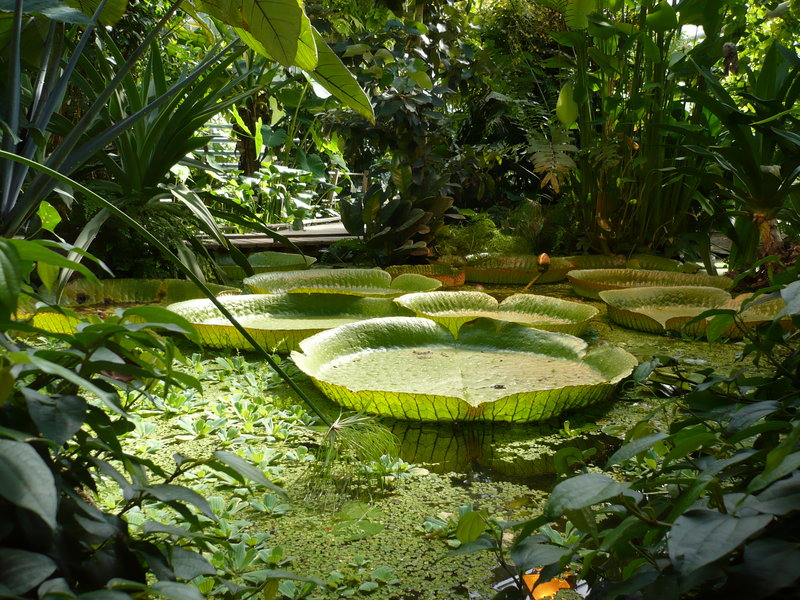
Pływające liście Victoria cruziana

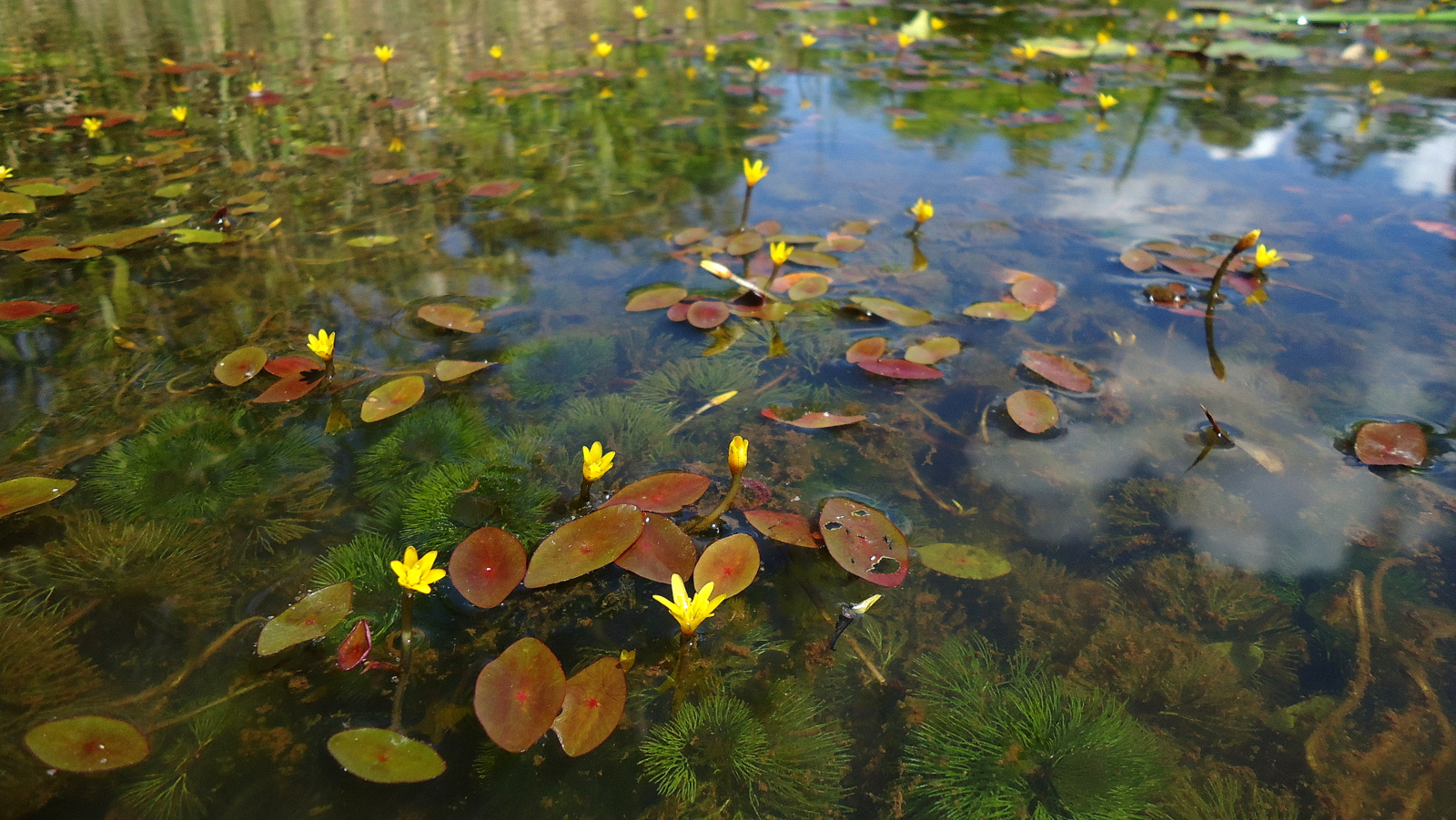
Kabomba wodna

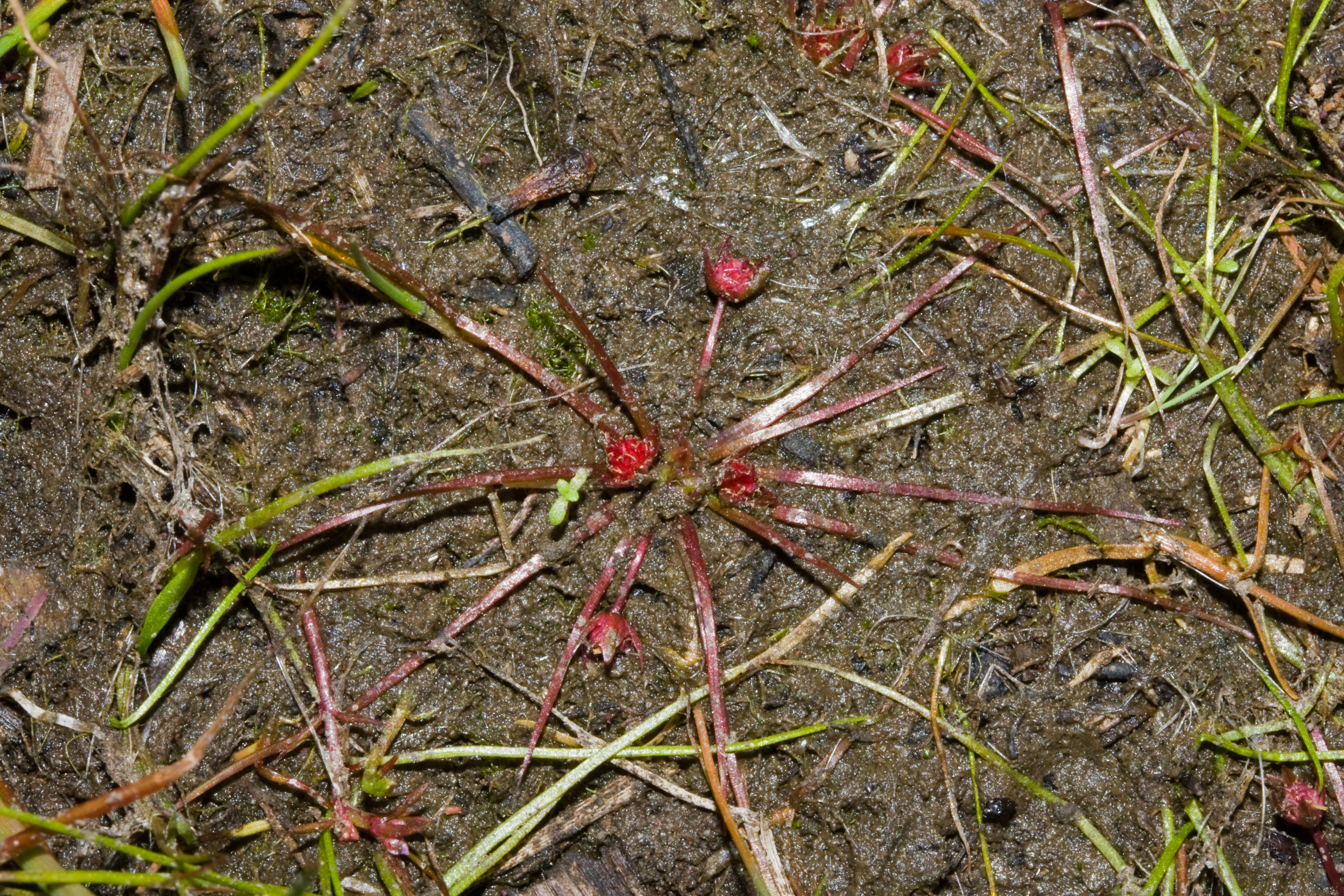
Trithuria submersa

Grzybieniowce (Nymphaeales Dumort.) – rząd roślin zielnych, hydrofitów o dawniej różnym ujęciu systematycznym. Grupa ta wyewoluowała zanim od okrytonasiennych oddzielił się klad jednoliściennych. Grzybieniowce wyodrębniły się prawdopodobnie już 171-153 milionów lat temu. Dłuższy czas zaliczano tu dwie (w najnowszych ujęciach czasem łączone w jedną) rodziny z 8 rodzajami i 64 gatunkami (w tym 40 gatunków z jednego tylko rodzaju grzybienie Nymphaea). W marcu 2007 opublikowano wyniki badań, z których wynika, że współczesnymi potomkami siostrzanej linii rozwojowej dla grzybieniowców są rośliny z rodziny hydatellowatych Hydatellaceae. Odkrycie to przedstawiło w nowym świetle ewolucję przodków grzybieniowców. Okazało się bowiem, że wobec znacznych różnic (np. morfologicznych) między przedstawicielami tych dwóch kladów o wspólnym pochodzeniu, dojść musiało w przeszłości do znacznego zróżnicowania planów budowy i wykształcenia rozmaitych adaptacji do życia w środowisku wodnym. Hydatellowate zaczęły być włączane do grzybieniowców.
Rząd w aktualnych ujęciach systematycznych (system APG IV z 2016) obejmuje trzy rodziny z 6–7 rodzajami i 74 gatunkami.
W budowie anatomicznej i chemicznej rośliny te wyróżniają się brakiem kambium, obecnością miękiszu powietrznego, woreczkiem zalążkowym 4-jądrowym, wytwarzaniem śluzów roślinnych i obecnością alkaloidów, ale nie benzyloizochinolinowych. W nasionach obecne jest obielmo.

## Morfologia
PokrójZielne rośliny wodne (hydrofity).
ŁodygaŁodygi rosnące w postaci kłączy na dnie zbiornika wodnego (grzybieniowate) lub unoszące się w wodzie (pływcowate). Czasem bulwiasto zgrubiałe, rzadko z rozłogami.
LiścieBlaszka liściowa przeważnie okrągła, całobrzega lub ząbkowana, pływająca na powierzchni wody. Ogonki liściowe mogą być bardzo długie, zależnie od głębokości zbiornika. U ich nasady występują lub nie przylistki. U pływcowatych liście skrętoległe lub naprzeciwległe z blaszką podzieloną dychotomicznie na cienkie i długie odcinki.
KwiatyWyrastają pojedynczo z kąta liścia lub blisko kąta liścia, rzadko (hydatellowate) w główkowatym pseudancjum z kwiatem męskim w jego centrum i otaczającymi go kwiatami żeńskimi. Kwiaty promieniste. Części kwiatu są ułożone skrętolegle wokół osi kwiatu (płatki, pręciki). U grzybieniowatych okazałe, u pływcowatych raczej drobne. Okwiat zróżnicowany na kielich i koronę. Zewnętrzny okółek tworzą zwykle 4 do 6 działek (rzadko 2 do 12), podczas gdy w wewnętrznym okółku zdarza się nawet do 70 listków. Pręcików jest 14 do 200.
OwoceMięsiste, jagodopodobne torebki, rzadziej niełupki i mieszki.

## Systematyka
Rząd grzybieniowców zaliczany był do szeroko ujmowanej i polifiletycznej klasy dwuliściennych (np. w systemie Cronquista 1981), w systemie Reveala (1994-1999) do parafiletycznej z kolei klasy Piperopsida. Jeszcze w XX wieku zaczęto włączać grzybieniowce do parafiletycznej grupy tzw. wczesnych dwuliściennych. W systemie Ruggiero i in. (2015) rząd tworzy jeden z 18 nadrzędów okrytonasiennych – grzybieniopodobne Nymphaeanae.
Pozycja według Angiosperm Phylogeny Website (aktualizowany system APG IV z 2016)
Pozycja grzybieniowców w systemie APG IV z uwzględnieniem aktualnych informacji o ich filogenezie na podstawie APweb:
|  | \| \| grzybieniowate Nymphaeaceae \| \| \| \| \| \| pływcowate Cabombaceae \| \| \| \| |
|  |                                                                                        |
|  | hydatellowate Hydatellaceae                                                            |
|  |                                                                                        |
|  | grzybieniowate Nymphaeaceae                                                            |
|  |                                                                                        |
|  | pływcowate Cabombaceae                                                                 |
|  |                                                                                        |

|  | grzybieniowate Nymphaeaceae |
|  |                             |
|  | pływcowate Cabombaceae      |
|  |                             |

|  | zieleńcowce Chloranthales    |
|  |                              |
|  | klad magnoliowych magnoliids |
|  |                              |

|  | klad jednoliściennych monocots                                                                         |
|  | |
|  | \| \| rogatkowce Ceratophyllales \| \| \| \| \| \| klad dwuliściennych właściwych eudicots \| \| \| \| |
|  | |
|  | rogatkowce Ceratophyllales                                                                             |
|  | |
|  | klad dwuliściennych właściwych eudicots                                                                |
|  | |

|  | rogatkowce Ceratophyllales              |
|  |                                         |
|  | klad dwuliściennych właściwych eudicots |
|  |                                         |

|  | zieleńcowce Chloranthales    |
|  |                              |
|  | klad magnoliowych magnoliids |
|  |                              |

|  | klad jednoliściennych monocots                                                                         |
|  | |
|  | \| \| rogatkowce Ceratophyllales \| \| \| \| \| \| klad dwuliściennych właściwych eudicots \| \| \| \| |
|  | |
|  | rogatkowce Ceratophyllales                                                                             |
|  | |
|  | klad dwuliściennych właściwych eudicots                                                                |
|  | |

|  | rogatkowce Ceratophyllales              |
|  |                                         |
|  | klad dwuliściennych właściwych eudicots |
|  |                                         |

|  | zieleńcowce Chloranthales    |
|  |                              |
|  | klad magnoliowych magnoliids |
|  |                              |

|  | klad jednoliściennych monocots                                                                         |
|  | |
|  | \| \| rogatkowce Ceratophyllales \| \| \| \| \| \| klad dwuliściennych właściwych eudicots \| \| \| \| |
|  | |
|  | rogatkowce Ceratophyllales                                                                             |
|  | |
|  | klad dwuliściennych właściwych eudicots                                                                |
|  | |

|  | rogatkowce Ceratophyllales              |
|  |                                         |
|  | klad dwuliściennych właściwych eudicots |
|  |                                         |

|  | zieleńcowce Chloranthales    |
|  |                              |
|  | klad magnoliowych magnoliids |
|  |                              |

|  | klad jednoliściennych monocots                                                                         |
|  | |
|  | \| \| rogatkowce Ceratophyllales \| \| \| \| \| \| klad dwuliściennych właściwych eudicots \| \| \| \| |
|  | |
|  | rogatkowce Ceratophyllales                                                                             |
|  | |
|  | klad dwuliściennych właściwych eudicots                                                                |
|  | |

|  | rogatkowce Ceratophyllales              |
|  |                                         |
|  | klad dwuliściennych właściwych eudicots |
|  |                                         |

|  | \| \| grzybieniowate Nymphaeaceae \| \| \| \| \| \| pływcowate Cabombaceae \| \| \| \| |
|  |                                                                                        |
|  | hydatellowate Hydatellaceae                                                            |
|  |                                                                                        |
|  | grzybieniowate Nymphaeaceae                                                            |
|  |                                                                                        |
|  | pływcowate Cabombaceae                                                                 |
|  |                                                                                        |

|  | grzybieniowate Nymphaeaceae |
|  |                             |
|  | pływcowate Cabombaceae      |
|  |                             |

|  | zieleńcowce Chloranthales    |
|  |                              |
|  | klad magnoliowych magnoliids |
|  |                              |

|  | klad jednoliściennych monocots                                                                         |
|  | |
|  | \| \| rogatkowce Ceratophyllales \| \| \| \| \| \| klad dwuliściennych właściwych eudicots \| \| \| \| |
|  | |
|  | rogatkowce Ceratophyllales                                                                             |
|  | |
|  | klad dwuliściennych właściwych eudicots                                                                |
|  | |

|  | rogatkowce Ceratophyllales              |
|  |                                         |
|  | klad dwuliściennych właściwych eudicots |
|  |                                         |

|  | zieleńcowce Chloranthales    |
|  |                              |
|  | klad magnoliowych magnoliids |
|  |                              |

|  | klad jednoliściennych monocots                                                                         |
|  | |
|  | \| \| rogatkowce Ceratophyllales \| \| \| \| \| \| klad dwuliściennych właściwych eudicots \| \| \| \| |
|  | |
|  | rogatkowce Ceratophyllales                                                                             |
|  | |
|  | klad dwuliściennych właściwych eudicots                                                                |
|  | |

|  | rogatkowce Ceratophyllales              |
|  |                                         |
|  | klad dwuliściennych właściwych eudicots |
|  |                                         |

|  | zieleńcowce Chloranthales    |
|  |                              |
|  | klad magnoliowych magnoliids |
|  |                              |

|  | klad jednoliściennych monocots                                                                         |
|  | |
|  | \| \| rogatkowce Ceratophyllales \| \| \| \| \| \| klad dwuliściennych właściwych eudicots \| \| \| \| |
|  | |
|  | rogatkowce Ceratophyllales                                                                             |
|  | |
|  | klad dwuliściennych właściwych eudicots                                                                |
|  | |

|  | rogatkowce Ceratophyllales              |
|  |                                         |
|  | klad dwuliściennych właściwych eudicots |
|  |                                         |

|  | zieleńcowce Chloranthales    |
|  |                              |
|  | klad magnoliowych magnoliids |
|  |                              |

|  | klad jednoliściennych monocots                                                                         |
|  | |
|  | \| \| rogatkowce Ceratophyllales \| \| \| \| \| \| klad dwuliściennych właściwych eudicots \| \| \| \| |
|  | |
|  | rogatkowce Ceratophyllales                                                                             |
|  | |
|  | klad dwuliściennych właściwych eudicots                                                                |
|  | |

|  | rogatkowce Ceratophyllales              |
|  |                                         |
|  | klad dwuliściennych właściwych eudicots |
|  |                                         |

|  | \| \| grzybieniowate Nymphaeaceae \| \| \| \| \| \| pływcowate Cabombaceae \| \| \| \| |
|  |                                                                                        |
|  | hydatellowate Hydatellaceae                                                            |
|  |                                                                                        |
|  | grzybieniowate Nymphaeaceae                                                            |
|  |                                                                                        |
|  | pływcowate Cabombaceae                                                                 |
|  |                                                                                        |

|  | grzybieniowate Nymphaeaceae |
|  |                             |
|  | pływcowate Cabombaceae      |
|  |                             |

|  | zieleńcowce Chloranthales    |
|  |                              |
|  | klad magnoliowych magnoliids |
|  |                              |

|  | klad jednoliściennych monocots                                                                         |
|  | |
|  | \| \| rogatkowce Ceratophyllales \| \| \| \| \| \| klad dwuliściennych właściwych eudicots \| \| \| \| |
|  | |
|  | rogatkowce Ceratophyllales                                                                             |
|  | |
|  | klad dwuliściennych właściwych eudicots                                                                |
|  | |

|  | rogatkowce Ceratophyllales              |
|  |                                         |
|  | klad dwuliściennych właściwych eudicots |
|  |                                         |

|  | zieleńcowce Chloranthales    |
|  |                              |
|  | klad magnoliowych magnoliids |
|  |                              |

|  | klad jednoliściennych monocots                                                                         |
|  | |
|  | \| \| rogatkowce Ceratophyllales \| \| \| \| \| \| klad dwuliściennych właściwych eudicots \| \| \| \| |
|  | |
|  | rogatkowce Ceratophyllales                                                                             |
|  | |
|  | klad dwuliściennych właściwych eudicots                                                                |
|  | |

|  | rogatkowce Ceratophyllales              |
|  |                                         |
|  | klad dwuliściennych właściwych eudicots |
|  |                                         |

|  | zieleńcowce Chloranthales    |
|  |                              |
|  | klad magnoliowych magnoliids |
|  |                              |

|  | klad jednoliściennych monocots                                                                         |
|  | |
|  | \| \| rogatkowce Ceratophyllales \| \| \| \| \| \| klad dwuliściennych właściwych eudicots \| \| \| \| |
|  | |
|  | rogatkowce Ceratophyllales                                                                             |
|  | |
|  | klad dwuliściennych właściwych eudicots                                                                |
|  | |

|  | rogatkowce Ceratophyllales              |
|  |                                         |
|  | klad dwuliściennych właściwych eudicots |
|  |                                         |

|  | zieleńcowce Chloranthales    |
|  |                              |
|  | klad magnoliowych magnoliids |
|  |                              |

|  | klad jednoliściennych monocots                                                                         |
|  | |
|  | \| \| rogatkowce Ceratophyllales \| \| \| \| \| \| klad dwuliściennych właściwych eudicots \| \| \| \| |
|  | |
|  | rogatkowce Ceratophyllales                                                                             |
|  | |
|  | klad dwuliściennych właściwych eudicots                                                                |
|  | |

|  | rogatkowce Ceratophyllales              |
|  |                                         |
|  | klad dwuliściennych właściwych eudicots |
|  |                                         |

|  | \| \| grzybieniowate Nymphaeaceae \| \| \| \| \| \| pływcowate Cabombaceae \| \| \| \| |
|  |                                                                                        |
|  | hydatellowate Hydatellaceae                                                            |
|  |                                                                                        |
|  | grzybieniowate Nymphaeaceae                                                            |
|  |                                                                                        |
|  | pływcowate Cabombaceae                                                                 |
|  |                                                                                        |

|  | grzybieniowate Nymphaeaceae |
|  |                             |
|  | pływcowate Cabombaceae      |
|  |                             |

|  | zieleńcowce Chloranthales    |
|  |                              |
|  | klad magnoliowych magnoliids |
|  |                              |

|  | klad jednoliściennych monocots                                                                         |
|  | |
|  | \| \| rogatkowce Ceratophyllales \| \| \| \| \| \| klad dwuliściennych właściwych eudicots \| \| \| \| |
|  | |
|  | rogatkowce Ceratophyllales                                                                             |
|  | |
|  | klad dwuliściennych właściwych eudicots                                                                |
|  | |

|  | rogatkowce Ceratophyllales              |
|  |                                         |
|  | klad dwuliściennych właściwych eudicots |
|  |                                         |

|  | zieleńcowce Chloranthales    |
|  |                              |
|  | klad magnoliowych magnoliids |
|  |                              |

|  | klad jednoliściennych monocots                                                                         |
|  | |
|  | \| \| rogatkowce Ceratophyllales \| \| \| \| \| \| klad dwuliściennych właściwych eudicots \| \| \| \| |
|  | |
|  | rogatkowce Ceratophyllales                                                                             |
|  | |
|  | klad dwuliściennych właściwych eudicots                                                                |
|  | |

|  | rogatkowce Ceratophyllales              |
|  |                                         |
|  | klad dwuliściennych właściwych eudicots |
|  |                                         |

|  | zieleńcowce Chloranthales    |
|  |                              |
|  | klad magnoliowych magnoliids |
|  |                              |

|  | klad jednoliściennych monocots                                                                         |
|  | |
|  | \| \| rogatkowce Ceratophyllales \| \| \| \| \| \| klad dwuliściennych właściwych eudicots \| \| \| \| |
|  | |
|  | rogatkowce Ceratophyllales                                                                             |
|  | |
|  | klad dwuliściennych właściwych eudicots                                                                |
|  | |

|  | rogatkowce Ceratophyllales              |
|  |                                         |
|  | klad dwuliściennych właściwych eudicots |
|  |                                         |

|  | zieleńcowce Chloranthales    |
|  |                              |
|  | klad magnoliowych magnoliids |
|  |                              |

|  | klad jednoliściennych monocots                                                                         |
|  | |
|  | \| \| rogatkowce Ceratophyllales \| \| \| \| \| \| klad dwuliściennych właściwych eudicots \| \| \| \| |
|  | |
|  | rogatkowce Ceratophyllales                                                                             |
|  | |
|  | klad dwuliściennych właściwych eudicots                                                                |
|  | |

|  | rogatkowce Ceratophyllales              |
|  |                                         |
|  | klad dwuliściennych właściwych eudicots |
|  |                                         |

W systemie APG II (2003) wymienione były tylko dwie rodziny (pływcowate i grzybieniowate, w tym m.in. rodzaj barklaja Barclaya wyłączany w niektórych systemach w odrębną rodzinę Barclayaceae), przy czym ze względu na powiązania filogenetyczne dopuszczano możliwość połączenia ich w jedną rodzinę Nymphaeaceae s.l. W systemie APG III (2009) dołączona została do rzędu rodzina hydatellowatych Hydatellaceae. W systemie APG IV nie wprowadzono zmian w klasyfikacji rzędu.
Pozycja i podział według systemu Reveala (1994–1999)
Klasa: Piperopsida Bartl., podklasa: grzybieniowe (Nymphaeidae J.W. Walker ex Takht.), nadrząd: Nymphaeanae Thorne ex Reveal. 
- podrząd Nymphaeineae Engl.
  - rodzina Nymphaeaceae Salisb. – grzybieniowate
  - rodzina Barclayaceae (Endl.) H.L. Li

Pozycja i podział według systemu Cronquista (1981)
Klasa: dwuliścienne Magnoliopsida, podklasa: Magnoliidae. W obrębie rzędu wyróżniono rodziny:
- Nymphaeaceae – grzybieniowate
- Barclayaceae
- Nelumbaceae – lotosowate
- Cabombaceae – pływcowate
- Ceratophyllaceae – rogatkowate